# Ролон, Максимо
Максимо Ролон (род. 18 ноября 1934) — парагвайский футболист, нападающий. Участник чемпионатов Южной Америки 1955 и 1956.

## Клубная карьера
Нападающий начал карьеру в футбольном клубе «Либертад». В 1954 году «Либертад» занял 2 место в чемпионате , Максимо Ролон забил 24 гола. В 1955 году «Либертад» стал чемпионом, а Ролон забил 25 мячей в чемпионате. В 1956 году нападающий в составе «Либертада» выиграл первый этап чемпионата, но проиграл «Олимпии» в финале (1-0,1-5).С 1957 года нападающий играл за клубы Чили и Колумбии, наиболее известными из которых были «Эвертон» и «Америка». Максимо Ролон завершил карьеру во втором чилийском дивизионе в 1962 году.

## Сборная Парагвая
В 1955 году нападающий принял участие в чемпионате Южной Америки в Чили. Максимо сыграл 5 матчей и 5 голов (Аргентина-1, Уругвай-1 , Эквадор-2 , Перу-1).Парагвай одержал лишь одну победу и занял 5 место на турнире. В 1956 году нападающий сыграл 5 матчей и забил 2 гола (Уругваю-1 , Перу-1) в чемпионате Южной Америки. Парагвай добился двух ничьих и занял 5 место на чемпионате.

## Достижения
- Чемпион Парагвая: 1955
- Лучший бомбардир чемпионата Парагвая: 1954 , 1955 , 1956